# A Dream of Passion
A Dream of Passion (Grieks: Κραυγή γυναικών, Kravgi gynaikon) is een Grieks-Zwitserse dramafilm uit 1978 onder regie van Jules Dassin. Het scenario is gebaseerd op het treurspel Medea van de Griekse toneelschrijver Euripides.

## Verhaal
De beroemde actrice Maya keert terug naar het toneel. Ze speelt de hoofdrol in Medea van Euripides. In dat treurspel vermoordt een moeder haar kinderen. Haar ex-vriend Kostas neemt de regie op zich. Wanneer hij erachter komt er een Amerikaanse vrouw in de cel zit, omdat ze haar kinderen heeft vermoord, wil hij dat Maya met haar gaat praten om zich in haar personage in te leven.

## Rolverdeling
| Acteur               | Personage        |
| -------------------- | ---------------- |
| Melina Mercouri      | Maya / Medea     |
| Ellen Burstyn        | Brenda Collins   |
| Andreas Voutsinas    | Kostas           |
| Despo Diamantidou    | Maria            |
| Dimitris Papamichael | Dimitris / Jason |
| Giannis Voglis       | Edward           |
| Faidon Georgitsis    | Ronny            |
| Betty Valassi        | Margaret         |
| Andreas Filippides   | Stathis          |
| Irene Emirza         | Diana            |
| Panos Papaioannou    | Manos            |